# Wamsutter, Wyoming
Wamsutter är en småstad i södra Wyoming i USA, tillhörande Sweetwater County. Staden ligger vid motorvägen Interstate 80 mellan Rawlins och Rock Springs och hade 451 invånare vid 2010 års folkräkning.

## Geografi
Wamsutters stadsslogan är "The Gateway to the Red Desert", vilket syftar på att staden är den största bosättningen och den enda staden i Wyomings Red Desert. Staden ligger i Great Divide Basin, ett endorheiskt bäcken som saknar avflöden och där all nederbörd avdunstar utan att rinna mot havet.

## Historia
Orten uppstod på 1860-talet, i samband med att den Transamerikanska järnvägen drogs genom området, och kallades ursprungligen Washakie. Staden var under sin tidiga historia ett viktigt centrum för boskapsuppfödning i trakten, men förlorade i betydelse i takt med den fortsatta expansionen längre västerut. För att undvika sammanblandning med Fort Washakie i Fremont County ändrades namnet 1884 till Wamsutter, efter en av Union Pacifics ingenjörer. 
Wamsutter fick formellt kommunalt självstyre som town 1914. Ursprungligen var nötboskaps- och fåruppfödning viktiga näringar i trakten, men under 1900-talet har ortens energiindustri kommit att bli den dominerande näringsgrenen, med bland annat uranletning och oljeutvinning.
Orten har under 2000-talet haft kraftigt stigande befolkningstal till följd av utbyggnaden av naturgasindustrin i området, med bostadsbrist som följd.

## Näringsliv
Under 2000-talet har naturgasindustrin fått stor betydelse i områdets näringsliv, och BP har ett regionalt kontor här.